# Närtejärvi
Närtejärvi är en sjö i kommunen Puumala i landskapet Södra Savolax i Finland. Sjön ligger 76,2 meter över havet. Arean är 1,16 kvadratkilometer och strandlinjen är 10,99 kilometer lång. Sjön  ingår i Vuoksens huvudavrinningsområde.   Den ligger omkring 66 kilometer öster om S:t Michel och omkring 250 kilometer nordöst om Helsingfors. 